# Calamagrostis tibetica
Calamagrostis tibetica là một loài thực vật có hoa trong họ Hòa thảo. Loài này được (Bor) Tzvelev mô tả khoa học đầu tiên năm 1968.